# Mathias Morhardt

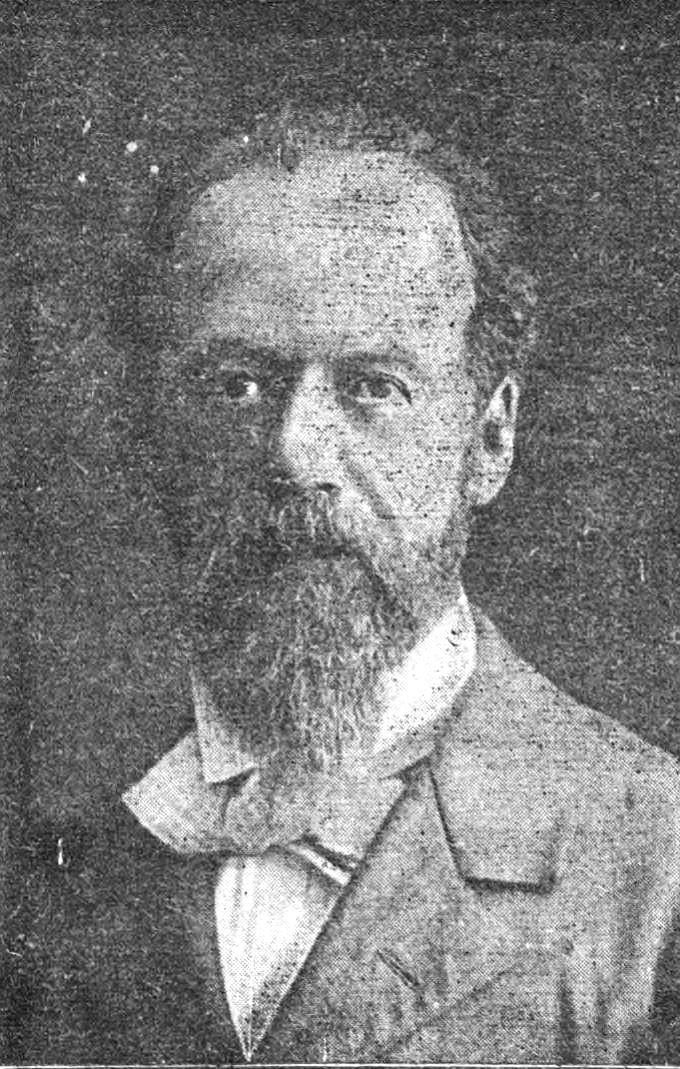
Mathias Morhardt

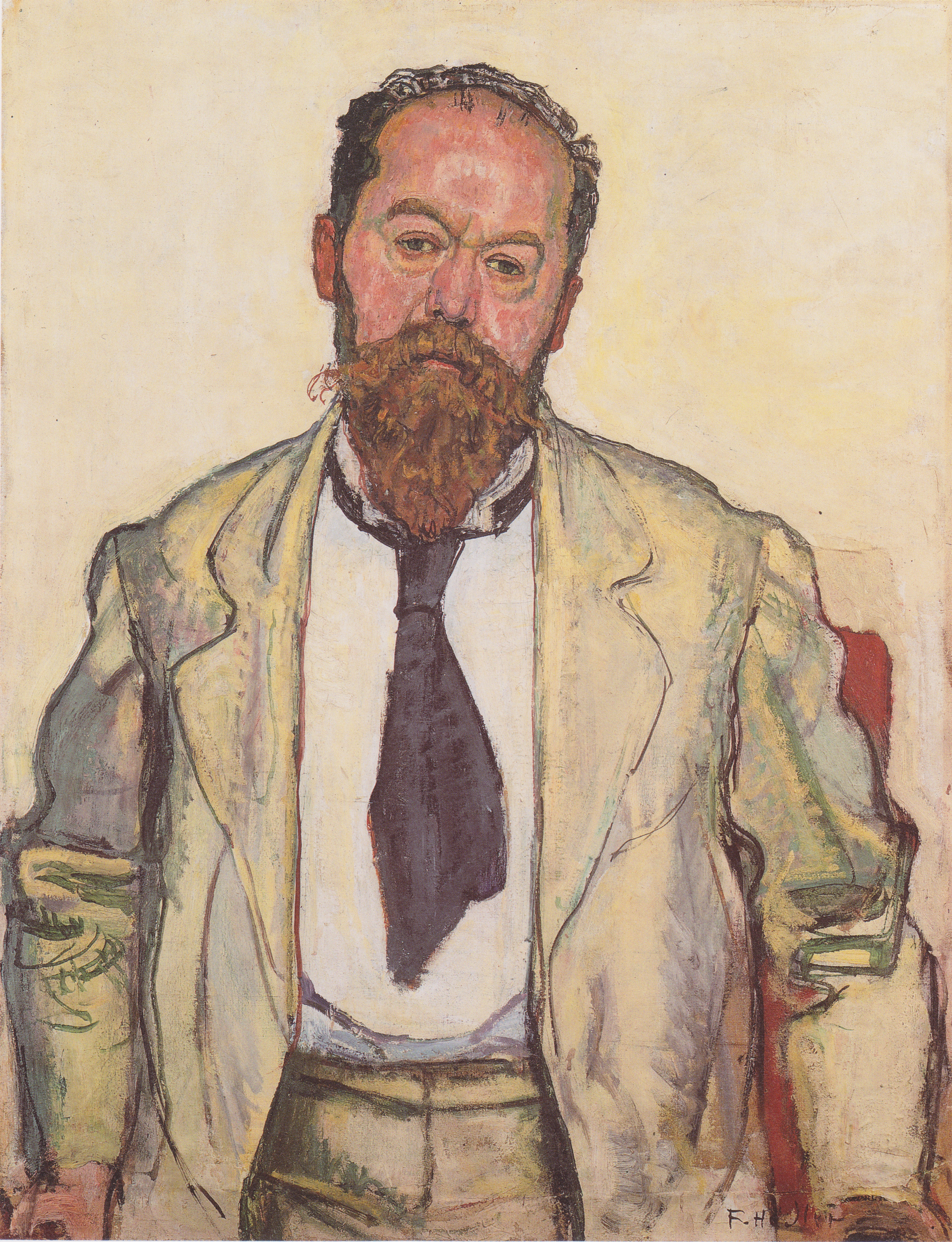
Ferdinand Hodler: Bildnis Mathias Morhardt, 1911, Öl auf Leinwand, 90 × 69,5 cm, Sammlung Thomas Schmidheiny (privat)

Mathias Morhardt (* 15. Mai 1863 in Plainpalais, jetzt Genf; † 9. April 1939 in Capbreton, Frankreich; heimatberechtigt in Genf) war ein Schweizer, später französischer Journalist, Kunstkritiker und Redaktor.

## Leben
Mathias Morhardt wurde als Sohn des Uhrmachers Jean-François-Emile und der Kitty Döhner geboren. Von 1875 bis 1880 besuchte er das Collège Calvin in Genf. 1883 liess sich Morhardt in Paris nieder. Ab 1888 war er als Redaktor der französischen Zeitung Le Temps tätig und publizierte auch in der Presse des Genferseegebiets. 
In Paris unterstützte Morhardt mehrere Schweizer Künstler, darunter Ferdinand Hodler und Félix Vallotton. Gleichzeitig war er ein Förderer der französischen Kunst der Moderne in Genf, insbesondere durch die Ausstellung der Werke von Pierre Puvis de Chavannes, Eugène Carrière und Auguste Rodin im Musée Rath im Jahr 1896. Als das gleiche Museum 1897 Plastiken Rodins ankaufte, trat er als Vermittler auf. 
Im Jahr 1888 erwarb Morhardt die französische Staatsbürgerschaft. Während der Dreyfus-Affäre war er ein eifriger Parteigänger von Alfred Dreyfus. 1898 war er Gründungsmitglied der Französischen Liga für Menschenrechte.